# Otra cosa tour
Otra Cosa Tour es el nombre de la cuarta gira de conciertos de la cantante mexicana Julieta Venegas, que dio inicio a principios de 2010 presentando ya varios meses de embarazo ella decide dar iniciar la su gira teniendo como argumento "que el estar embarazada no representaba que estaba enferma y trabajara hasta que el médico le de consentimiento". Su gira comienza con el "Otra Cosa US Tour" por 16 ciudades de los Estados Unidos de América y algunas ciudades de México, presentando se en el Vive Latino 2010 y en la Cumbre Tajín, el 27 de mayo del mismo año realiza su último concierto en el Teatro Metropolitan de la Ciudad de México y dando inicio a su intermedio de la gira para dar tiempo a su nueva etapa de madre. 
En un informe se da a conocer que regresa a los escenarios en septiembre pero se cambia la fecha y al final se queda en noviembre. Se espera sobrepasar las 100 fechas. 
El 20 de noviembre de 2011 da inicio a la segunda parte de su gira en ciudades de España, al regresar de Europa, se dirige a Estados Unidos para comenzar de nuevo la gira "Otra Cosa US Tour" patrocinada por la marca de tequilas Jack Daniel's, varios medios de comunicación en Estados Unidos informan sobre la gira de Julieta Venegas.
Al finalizar la gira por Estados Unidos comienza un recorrido por ciudades de Sudamérica y luego va a Europa a continuar su recorrido mundial presentarse por primera vez en ciudades como París y Colonia. A finales de 2011 regresa a presentarse a los Estados Unidos y a México para dar conciertos en varias ciudades. Finaliza su gira con la presentación en el Auditorio Nacional de la Ciudad de México junto a Natalia Lafourcade.
Después del éxito de su gira mundial "Otra Cosa Tour" (2010-2011), se anuncia en su página oficial una serie de concierto por Alemania siendo la primera vez que se presenta en ese país con conciertos propios en ciudades como Kassel, Lörrach y Jena.1 En los días posteriores confirma una presentación en París y en varios festivales internacionales en España como en el Festival "Cruïlla de Culturs" que se llevará a cabo en la ciudad de Barcelona, en un cartel que comparte con músicos como: Iggy & The Stooges, The Specials, Cypress Hill, 2manydjs, y otros artistas reconocidos. En el anuncio de esta presentación aparece que: "Julieta está con ganas de tocar nuevas canciones"2 También se confirma en el cartel en los festivales de "Los Veranos de la Villa" (Madrid) y "Pirineos Sur" (Sallent de Gállego) entre otras ciudades con conciertos propios como Bilbao y Valencia.

## Primera parte de la gira
Julieta Venegas anuncia su gira "Otra Cosa Tour" y lo de fine ella con sus propias palabras  "Queremos definir lo que es una gira iremos por muchas partes del mundo" . Aun teniendo ya varios meses de embarazo, Venegas inicia su gira en la internacional Cumbre Tajín de 2010, por lo avanzado de su embarazo no podrá tocar su caracterizó Acordeón pero solo en la primera parte de la gira, para no afectar al bebé, solo podrá tocar algunos instrumentos en los que ella se especializa como piano y guitarra acústica, esta parte de la gira solo visita ciudades de México y los Estados Unidos.
Se presenta en el Festival Cultural de Zacatecas con gran éxito, interpretando canciones de "Otra Cosa" como "Despedida" y "Original", se une a la presentación de la cantante canadiense Nelly Furtado en el mismo festival. Comienza una gira por 16 ciudad de Estados Unidos como Houston, Miami y Dallas. También se presenta en el 11° Festival Iberoamericano de Cultura Musical Vive Latino de La Ciudad de México con gran éxito, al participar también en el reencuentro de Tijuana No! cantando "Pobre de Ti" a dueto con Panteón Rococó.
Su último concierto de esta parte de la gira lo da en el Teatro Metropolitan de la Ciudad de México, se decía que sería su último concierto de esta parte de la gira pero días después se anuncia que dará un concierto privado para la cadena de radio en México EXA FM en el Lunario del Auditorio Nacional para así finalizar esta parte de concierto que da en su gira mundial.

## Segunda parte de la gira
Después de 5 meses de no pisar un escenario, de presentar su segundo sencillo "Despedida" y de ser madre primeriza, Julieta Venegas continúa con su gira, a finales del mes de noviembre lleva su gira a España, visitando 5 ciudades como Bilbao y Valencia. En la red social Twitter pública: "Vamos a tocar a España este mes! 20 Madrid, 24 Bilbao, 25 Zaragoza, 26 Valencia, a presentarles el Otra Cosa, después les paso más info. Demonios, a Barcelona no vamos esta vez, es una pena, pero espero volver el año próximo y visitamos Cataluña sin falta!".
Su primera presentación fue en Plaza España en Madrid, así siguiendo con las demás ciudades antes de empezar su gira por los Estados Unidos.

### Otra Cosa US Tour
A principios de 2011 comienza su gira por los Estados Unidos presentándose en las ciudades más 
importantes con el patrocinio de la marca de Whisky Jack Daniel's que durara los meses de enero, febrero y marzo. El 27 de enero arranca su primer concierto en la ciudad de San Antonio, Texas en el Club Rio.
Al estar Venegas en gira por Estados Unidos los medios de comunicación latinos comienzan a promoverla, en televisión como Univisión, en revistas como Billboard en español, y sitios web AOL latino.
En la rodada de prensa al inicio de la gira dice:|"Ya tengo ganas de estar de gira, siento que la mejor manera de presentar un disco es en vivo. A mí me encanta hacer canciones y grabar el disco; me gusta esa parte de encierro, pero también me gusta poder tocarlo enfrente de la gente y compartirlo de esa manera"
Se presenta en Dallas, Houston, San Diego, Nueva York, Miami, Las Vegas, Ventura, Chicago entre otras ciudades más. En marzo hace su última presentación el Nokia Theatre L.A. Live, teniendo como telonera a Ceci Bastida, así llegando a su fin la gira por los Estados Unidos.

### Otra cosa Sudamérica
Al terminar su gira por Estados Unidos, en el mes de mayo comienza su gira por América del Sur, comenzado por Mar de Plata en Argentina, siguiendo en Santiago de Chile, haciendo una presentación muy peculiar invitando a sus colegas chilenos, como su "hermana" postiza Anita Tijoux a cantar en el tema "Eres Para Mí", siguiendo sus fechas en Uruguay y Brasil, para luego regresar a Argentina. 
El 16 de mayo se informa que las presentaciones en Venezuela para los días 19 y 20 del mismo mes, cambian para los meses de septiembre y octubre. En el mes de agosto regresa a Brasil con 2 shows más y confirma uno más en Lima en septiembre.

### Gira Europea
Se confirma fecha para Suiza y otras más en España para presentarse en el Valladolid Latino. Se informa que por parte de La gestora cultural del Instituto Cervantes de París y el gobierno del Distrito Federal Julieta junto con Natalia Lafourcade y Ely Guerra se presentaran en el mes de junio en Francia por el "Día de la Música" y el Instituto Cervantes de La Ciudad de México y en Alemania en el Festival Summer Stage CO Pop. Se presenta en el mismo mes en Jalisco En Vivo 2011.

### Regreso a Norteamérica y Brasil
En agosto regresa a los Estados Unidos para presentarse en el festival Outside Land de San Francisco y en otras ciudades, al igual que en Tijuana y en el mes de octubre en 4 ciudades más en el estado de California y en noviembre en Nueva York.
Venegas regresa a las ciudades más importantes de Brasil, presentándose en el Festival Telefônica Sonidos donde a dueto canto con la brasileña Marisa Monte, se confirma la cancelación de las fechas de Venezuela por problemas de tiempo pero se presentará a principios del 2012, abre otra fecha para Sudamérica donde se presenta en el Perú.
En los últimos meses del año, regresa a México donde dará conciertos en Hermosillo, Durango, Guadalajara, Valle de Bravo y el 9 de diciembre en el Auditorio Nacional de la Ciudad de México compartiendo escenario con Natalia Lafourcade así finalizando su gira Otra Cosa Tour.

## Tercera parte de la gira

### European Tour Julio de 2012
European Tour July 2012 es el nombre de la gira por Europa de la cantante-compositora mexicana Julieta Venegas. Empezará el 4 de julio de 2012 en París, Francia y seguirá por varias ciudades de España y Alemania. Contará con 15 shows en vivo. Terminando en la ciudad alemana de Friedrichshafen el 30 de julio de 2012. Antes de iniciar esta gira se presenta en el Festival Wirikuta en la Ciudad de México, una más en el "Reventó Super Estrella" en Los Ángeles, California y tendrá 4 presentaciones en Colombia al finalizar la gira.
La gira Europea de Julieta Venegas comenzó en París, Francia el 4 de julio de 2012 en el Cabaret Sauvage y fue transmitido para México por la página de "Cora Music Live" a las 2 p. m. hora de la Ciudad de México.
Esta gira es de debut y despedida ya que será la última vez que toque las canciones de "Otra Cosa"y no tocará ninguna canción de su nuevo disco, ya que se rumoraba que grabaría el videoclip de su nuevo disco en la capital francesa. En esta presentación Julieta vestía de negro en protesta y luto de las pasadas elecciones en México, expreso su descontento por los resultado en varias ocasiones, tocando dos canciones relacionado con este suceso "Revolución" y "Andamos Huyendo". Venegas declaró antes de tocar esta canción:

«Estamos en México pasando un momento muy duro ahorita [...] es que me voy a poner a llorar si empiezo hablar de esto [...] Hay que siempre mirar  para adelante y pensar que viene cosas mejores para todos nosotros para todos los mexicanos, para todo el mundo en realidad por que el mundo esta revuelto, pero en México estamos casi de luto, así que unámonos todos[...]»

### Wirikuta Fest y Colombia
El 30 de abril de 2012 se confirma la presentación de Julieta Venegas en el Wirikuta Fest con el fin de detener la construcción minera en el templo sagrado Wirikuta, localizado en el altiplano de San Luis Potosí y Zacatecas, Rubén Albarrán, vocalista del grupo Café Tacvba suma su voz con la del pueblo wixárika (huichol) con un festival de música.
Se llevaría a cabo el 26 de mayo de 2012, la sede será en el Foro Sol de la Ciudad de México, pero los artistas que están listos son: Caifanes, Café Tacvba, Julieta Venegas, Calle 13, Enrique Bunbury, Ely Guerra entre otras banda.
A través de este evento se reunirían recursos para dos propósitos: pagar la defensa legal del lugar y generar proyectos productivos para la Sierra de Catorce, zona abandonada y en pobreza, cuya población es mestiza y está a favor del proyecto minero por la generación de empleos.
En enero de 2012 se anuncia por su página oficial 2 fechas de conciertos en Bogotá, Colombia después de años sin presentarse en esa ciudad colombiana. Serán en el Teatro Mayor Julio Mario Santodomingo los días 9 y 10 de octubre. Debido a la gran venta de boletas para estas dos presentaciones, se añadió una más para el 8 de octubre.
Posteriormente, en agosto, añadió una presentación más esta vez en la ciudad de Medellín el 12 de octubre.

### Argentina, Cuba y Ecuador
En una nota donde Julieta habló sobre su nuevo álbum Los Momentos y su nuevo sencillo "Tuve para dar", Julieta dio la primicia de que terminará el 2012 presentándose en Argentina, Ecuador y Cuba. En Cuba, se presentará por primera vez, el próximo 3 de diciembre de 2012 en el Teatro Nacional de Cuba, como parte de las actividades desarrolladas en el marco de la campaña "Únete" de la ONU, gestada a favor de la lucha por la no violencia contra la mujer; y en Ecuador, donde ofrecerá un concierto el día 6 de diciembre de 2012, en el marco de Las Fiestas de Quito 2012, concierto que se llevará a cabo en el Parque La Carolina de la ciudad capital. Además del concierto en La Habana, Julieta participará en un panel sobre el papel de las artes en la lucha por la no violencia contra la mujer, el 4 de diciembre en la Casa del ALBA Cultural.
En Argentina, Julieta dará un show exclusivo para clientes de Club Speedy. El evento es privado y se llevará a cabo en la Usina del Arte de Buenos Aires, el día 12 de diciembre de 2012.

## Fechas
| Primera parte           |                            |                |                                                              |
| América del Norte       |                            |                |                                                              |
| 19 de marzo de 2010     | Papantla                   | México         | Cumbre Tajín                                                 |
| 31 de marzo de 2010     | Zacatecas                  | México         | Festival Cultural Zacatecas                                  |
| 14 de abril de 2010     | Chihuahua                  | México         | Festival de La Primavera                                     |
| 15 de abril de 2010     | Houston                    | Estados Unidos | House of Blues                                               |
| 16 de abril de 2010     | San Antonio                | Estados Unidos | Club Rio                                                     |
| 18 de abril de 2010     | Dallas                     | Estados Unidos | House of Blues (Dallas)                                      |
| 21 de abril de 2010     | Miami                      | Estados Unidos | Dolce                                                        |
| 24 de abril de 2010     | Ciudad de México           | México         | Vive Latino                                                  |
| 22 de abril de 2010     | Nueva York                 | Estados Unidos | Latin Quarter                                                |
| 29 de abril de 2010     | Phoenix                    | Estados Unidos | Club Rain                                                    |
| 15 de mayo de 2010      | Tijuana                    | México         | Auditorio Municipal de Tijuana                               |
| 21 de mayo de 2010      | El Paso                    | Estados Unidos | Black Pearl                                                  |
| 22 de mayo de 2010      | Monterrey                  | México         | Auditorio Luis Elizondo                                      |
| 25 de mayo de 2010      | Guadalajara                | México         | Teatro Diana                                                 |
| 27 de mayo de 2010      | Ciudad de México           | México         | Teatro Metropolitan                                          |
| 2 de junio de 2010      | Ciudad de México           | México         | Lunario                                                      |
| Segunda parte           |                            |                |                                                              |
| Europa                  |                            |                |                                                              |
| 20 de noviembre de 2010 | Madrid                     | España         | Plaza España                                                 |
| 24 de noviembre de 2010 | Bilbao                     | España         | Sala Rockstar                                                |
| 25 de noviembre de 2010 | Zaragoza                   | España         | Sala Oasis                                                   |
| 26 de noviembre de 2010 | Valencia                   | España         | Escuelas San José                                            |
| América del Norte       |                            |                |                                                              |
| 26 de enero de 2011     | Texas                      | Estados Unidos | Recinto the old ice house                                    |
| 27 de enero de 2011     | San Antonio                | Estados Unidos | Club Rio                                                     |
| 28 de enero de 2011     | Dallas                     | Estados Unidos | Farwest Dallas                                               |
| 30 de enero de 2011     | Houston                    | Estados Unidos | Arena Theatre                                                |
| 4 de febrero de 2011    | San Diego                  | Estados Unidos | 4th and B                                                    |
| 5 de febrero de 2011    | Ventura                    | Estados Unidos | Ventura Theatre                                              |
| América del Sur         |                            |                |                                                              |
| 12 de febrero de 2011   | Río Negro                  | Argentina      | Teatro Radio City                                            |
| América del Norte       |                            |                |                                                              |
| 22 de febrero de 2011   | Virginia                   | Estados Unidos | The State Theatre                                            |
| 23 de febrero de 2011   | Chicago                    | Estados Unidos | V Live                                                       |
| 25 de febrero de 2011   | Nueva York                 | Estados Unidos | Bes Buy Theatre at Times Square                              |
| 26 de febrero de 2011   | Boston                     | Estados Unidos | Wonderland Ballrom                                           |
| 27 de febrero de 2011   | Miami                      | Estados Unidos | Gusman Ctr for Perfoming Arts                                |
| 2 de marzo de 2011      | Las Vegas                  | Estados Unidos | Crown Night Club                                             |
| 4 de marzo de 2011      | Phoenix                    | Estados Unidos | Celebrity Theater                                            |
| 6 de marzo de 2011      | Los Ángeles                | Estados Unidos | Nokia Theatre L.A. Live                                      |
| América Central         |                            |                |                                                              |
| 29 de marzo de 2011     | El Salvador                | El Salvador    | Anfiteatro Centro Internacional de Ferias y Convenciones     |
| América del Norte       |                            |                |                                                              |
| 21 de abril de 2011     | Chiapas                    | México         | Puerto Arista                                                |
| 24 de abril de 2011     | Aguascalientes             | México         | Teatro del Pueblo                                            |
| América del Sur         |                            |                |                                                              |
| 4 de mayo de 2011       | Mar del Plata              | Argentina      | Teatro Radio City                                            |
| 6 de mayo de 2011       | Santiago                   | Chile          | Teatro Caupolicán                                            |
| 7 de mayo de 2011       | Córdoba                    | Argentina      | El Orfeo                                                     |
| 10 de mayo de 2011      | Montevideo                 | Uruguay        | Palacio Peñarol                                              |
| 11 de mayo de 2011      | Porto Alegre               | Brasil         | Teatro Bourbon Country                                       |
| 12 de mayo de 2011      | Porto Alegre               | Brasil         | Teatro Bourbon Country                                       |
| 14 de mayo de 2011      | Rosario                    | Argentina      | Metropolitano                                                |
| 24 de mayo de 2011      | Buenos Aires               | Argentina      | Luna Park                                                    |
| 25 de mayo de 2011      | Neuquén                    | Argentina      | Espacio Duam                                                 |
| Europa                  |                            |                |                                                              |
| 28 de mayo de 2011      | Valladolid                 | España         | Estadio José Zorrilla                                        |
| América del Norte       |                            |                |                                                              |
| 4 de junio de 2011      | Guadalajara                | México         | Glorieta de La Minerva                                       |
| Europa                  |                            |                |                                                              |
| 18 de junio de 2011     | París                      | Francia        | Pont des Arts                                                |
| 18 de junio de 2011     | Burdeos                    | Francia        | Le Rocher de Palmer                                          |
| 21 de junio de 2011     | París                      | Francia        | Cabaret Sauvage                                              |
| 23 de junio de 2011     | Colonia                    | Alemania       | Festival Summer Stage CO Pop                                 |
| 14 de julio de 2011     | Benicasim                  | España         | Recinto de Conciertos                                        |
| 15 de julio de 2011     | Cartagena                  | España         | Auditorio Parque Torres                                      |
| 16 de julio de 2011     | Masamagrell                | España         | Sona La Dipu                                                 |
| 22 de julio de 2011     | Rosas                      | España         | Ciudadela de Rosas                                           |
| 24 de julio de 2011     | Zúrich                     | Suiza          | Dolder Eisbahn                                               |
| América del Norte       |                            |                |                                                              |
| 13 de agosto de 2011    | Tijuana                    | México         | Antiguo Cine Bujazan                                         |
| 14 de agosto de 2011    | San Francisco              | Estados Unidos | Golden Gate Park                                             |
| 16 de agosto de 2011    | Colorado                   | Estados Unidos | Arvada Center Amphitheater                                   |
| 17 de agosto de 2011    | Anahem                     | Estados Unidos | House of Blues                                               |
| América del Sur         |                            |                |                                                              |
| 26 de agosto de 2011    | São Paulo                  | Brasil         | Jockey Club                                                  |
| 31 de agosto de 2011    | Porto Alegre               | Brasil         | Teatro Bourbon Countr                                        |
| 1 de septiembre de 2011 | Río de Janeiro             | Brasil         | Vivo Rio                                                     |
| 3 de septiembre de 2011 | Lima                       | Perú           | Polideportivo de la Pontificia Universidad Católica del Perú |
| América del Norte       |                            |                |                                                              |
| 7 de octubre de 2011    | Hermosillo                 | México         | Universidad de Sonora                                        |
| 16 de octubre de 2011   | Durango                    | México         | Plaza IV Centenarios                                         |
| 19 de octubre de 2011   | San Diego                  | Estados Unidos | Humphrey's Concerts by the Bay                               |
| 20 de octubre de 2011   | Los Ángeles                | Estados Unidos | The Music Box                                                |
| 22 de octubre de 2011   | Bakersfield                | Estados Unidos | Rabobank Arena Theater                                       |
| 23 de octubre de 2011   | Oakland                    | Estados Unidos | The Fox Theater                                              |
| 28 de octubre de 2011   | Guadalajara                | México         | Auditorio Benito Juárez                                      |
| 4 de noviembre de 2011  | Valle de Bravo             | México         | Foro Del Jardín                                              |
| 9 de noviembre de 2011  | Virginia                   | Estados Unidos | The State Theatre                                            |
| 10 de noviembre de 2011 | Nueva York                 | Estados Unidos | La Boom                                                      |
| 13 de noviembre de 2011 | Miami                      | Estados Unidos | Bayfront Park                                                |
| 9 de diciembre de 2011  | Ciudad de México           | México         | Auditorio Nacional                                           |
| Tercera parte           |                            |                |                                                              |
| América del Norte       |                            |                |                                                              |
| 26 de mayo de 2012      | Ciudad de México           | México         | Foro Sol (Wirikuta Fest)                                     |
| Europa                  |                            |                |                                                              |
| 4 de julio de 2012      | París                      | Francia        | Cabaret Sauvage                                              |
| 6 de julio de 2012      | Barcelona                  | España         | Cruïlla BCN                                                  |
| 7 de julio de 2012      | Arrecife                   | España         | Carpa del Recinto Ferial de Arrecife                         |
| 8 de julio de 2012      | Las Palmas de Gran Canaria | España         | Teatro Pérez Galdós                                          |
| 10 de julio de 2012     | Santa Cruz de Tenerife     | España         | Auditorio de Tenerife                                        |
| 13 de julio de 2012     | Madrid                     | España         | Teatro Circo Price                                           |
| 14 de julio de 2012     | Huesca                     | España         | Sallent de Gállego                                           |
| 18 de julio de 2012     | Valencia                   | España         | Jardines de Viveros                                          |
| 21 de julio de 2012     | Bilbao                     | España         | Museo Guggenheim Bilbao                                      |
| 20 de julio de 2012     | Vigo                       | España         | Festival Portamericano                                       |
| 24 de julio de 2012     | Darmstadt                  | Alemania       | Central Station                                              |
| 25 de julio de 2012     | Kassel                     | Alemania       | Kulturzelt                                                   |
| 26 de julio de 2012     | Jena                       | Alemania       | Kulturarena                                                  |
| 28 de julio de 2012     | Núremberg                  | Alemania       | Bardentreffen                                                |
| 29 de julio de 2012     | Lörrach                    | Alemania       | Stimmen Festival                                             |
| 30 de julio de 2012     | Friedrichshafen            | Alemania       | Kulturufer                                                   |
| América del Norte       |                            |                |                                                              |
| 10 de agosto de 2012    | Los Ángeles                | Estados Unidos | Staples Center                                               |
| América del Sur         |                            |                |                                                              |
| 5 de octubre de 2012    | Mexicali                   | México         | Fiestas del Sol                                              |
| 8 de octubre de 2012    | Bogotá                     | Colombia       | Teatro Mayor Julio Mario Santo Domingo                       |
| 9 de octubre de 2012    | Bogotá                     | Colombia       | Teatro Mayor Julio Mario Santo Domingo                       |
| 10 de octubre de 2012   | Bogotá                     | Colombia       | Teatro Mayor Julio Mario Santo Domingo                       |
| 12 de octubre de 2012   | Medellín                   | Colombia       | Teatro Metropolitano José Gutiérrez Gómez                    |
| América del Norte       |                            |                |                                                              |
| 1 de diciembre de 2012  | Ciudad de México           | México         | Teatro de la Ciudad (Show a beneficio de UNICEF)             |
| América Central         |                            |                |                                                              |
| 3 de diciembre de 2012  | La Habana                  | Cuba           | Teatro Nacional de Cuba                                      |
| América del Sur         |                            |                |                                                              |
| 6 de diciembre de 2012  | Quito                      | Ecuador        | Parque La Carolina                                           |
| 8 de diciembre de 2012  | Godoy Cruz                 | Argentina      | Espacio Verde Luis Menotti Pescarmona                        |
| 12 de diciembre de 2012 | Buenos Aires               | Argentina      | Usina del Arte                                               |